# Херируд
Херируд (в долното течение Теджен, на пущунски: هريرود; на персийски: هريرود; на персийски: تجن; на туркменски: Tejen; на руски: Герируд, Теджен) е голяма река в северозападната част на Афганистан, източната част на Иран и южната част на Туркменистан, губуща се в пустинята Каракум. Дължина 1150 km. Площ на водосборния басейн 70 600 km².
Река Херируд води началото си на около 4055 m н.в. на територията на Афганистан, от югозападния склон на хребета Хисар, в неговата крайна южна част (съставна част на планинската система Паропамиз). В горното и средното си течение, на протежение от близо 600 km тече в западна посока, в горното течение (до град Чагчаран) в тясна и дълбока долина между хребетите Сафедкох на север и Банди-Балк на юг. След това долината ѝ малко се разширява и до град Херат тече между хребетите Сафедкох на север и Касамург на юг. След като премине през Хератската котловина Херируд завива на север и на протежение около 120 km служи за граница между Афганистан и Иран, като течението ѝ отново придобива планински характер. След това продължава в северна посока като през следващите около 150 km е гранична река между Туркменистан и Иран и долината ѝ значително се разширява. При туркменския и иранския градове Серахс (двата града са с едно и също име) изцяло навлиза на туркменска територия, вече под името Теджен, където долината ѝ става много широка, коритото се разделя на ръкави, а след град Теджен напълно изчезва, тъй като от нея се отделят множество напоителни канали, които постепенно се губят в пустинята Каракум. След град Херат, от август до ноември Хереруд почти всяка година пресъхва.
Основните ѝ притоци са предимно на афганистанска територия, а на иранска и туркменистанска територия повечето от тях не достигат до коритото ѝ: леви – Лал, Зарталай, Кавган, Сархад (на афганистанска територия), Джам, Кешефруд (на иранска територия), Чаача, Меана (на иранска и туркменистанска територия); десни – Сиадхик, Дангак, Пещулур, Кусти, Кахар, Аландар, Даратихан, Шерхадж, Арвидж, Калат, Яра, Карих (всичките на афганистанска територия). На територията на Туркменистан с цел постоянно осигуряване на поливна вода са изградени две водохранилища: 1-во (142 млн.m³) и 2-ро Тедженско (180 млн.m³). Най-долното течение на реката се захранва с вода от големия Каракумски канал. Има смесено подхранване с преобладаване на снежното. Пълноводието на реката е през март, април и май, а през зимата често се наблюдават епизодични прииждания в резултат на поройни дъждове. Среден годишен отток при село Полехатум (Туркменистан), на 325 km, около 30 m³/sec, максимален – 990 m³/sec. Водата на Херируд е с голяма мътност – 100 kg/m³. Основните селища по течението ѝ: Даулатъяр, Чагчаран и Херат в Афганистан, Серахс в Иран, Серахс и Теджен в Туркменистан.

## Топографска карта
- I-41-А М 1:500000[3]
- I-41-Б М 1:500000[4]
- J-41-В М 1:500000[5]